# Movimiento Israelí para el Judaísmo Reformista y Progresista
El Movimiento Israelí para el Judaísmo Reformista y Progresista (en hebreo: התנועה הרפורמית - יהדות מתקדמת בישראל) reunía en el año 2000 a más de 50 000 judíos reformistas. Bajo la influencia de una creciente inmigración de judíos estadounidenses, se crearon varias comunidades reformistas que fueron creciendo.

## Historia
Los primeros judíos reformistas, fueron víctimas de la persecución nacional-socialista en el Tercer Reich, se establecieron en Eretz Israel en la década de 1930. Entre ellos estaban los rabinos Judá Magnes León y Meir Elk. El Rabino Judá Magnes León se convirtió en el primer director de la Universidad Hebrea de Jerusalén. En 1938, fue nombrado presidente de esta universidad. El rabino Meir Elk fundó el Leo Baeck Institute en Haifa, que ahora es una de las instituciones educativas más reconocidas del país. La primera sinagoga reformista de Israel, llamada Kehilat Harel, fue fundada en 1958 en Jerusalén. Aunque el movimiento reformista internacional ha llevado a cabo una importante inversión económica, el número de judíos reformistas sigue siendo relativamente pequeño en la Tierra de Israel. Su número está limitado a unos 30.000 miembros. Pero con la llegada de inmigrantes judíos de la antigua Unión Soviética, el movimiento reformista está creciendo considerablemente. Se están creando nuevas comunidades y se está logrando atraer a un número considerable de israelíes. El primer kibutz progresista, llamado Yahel, fue fundado en 1976 en Aravá y el segundo kibutz, llamado Lotan, fue fundado en 1983. El tercer kibutz, llamado Har Halutz, se estableció en Galilea en 1985.

## Organización
Las diferentes organizaciones del judaísmo progresista son:
- El Movimiento Israelí para el Judaísmo Reformista y Progresista (en hebreo: התנועה ליהדות מתקדמת) es un movimiento religioso de congregaciones y sinagogas progresistas. Este movimiento cuenta actualmente con 32 comunidades, entre ellas tres kibutzim llamados: Yahel, Lotan y Har Halutz. El movimiento juvenil, llamado Noar Telem, forma parte del movimiento reformista. El movimiento progresista ordena a los estudiantes (tanto hombres como mujeres) que terminan su formación e instrucción rabínica en el Colegio de la Unión Hebrea - Instituto Judío de Religión. El movimiento participa en diversas iniciativas de justicia social, como la asociación de rabinos por los derechos humanos (fundada en 1988), y su centro afiliado para la acción religiosa (en inglés: Israel Religious Action Center). El Movimiento Israelí para el Judaísmo Progresista está afiliado con la organización Unión Mundial para el Judaísmo Progresista.

- El Centro de Acción Religiosa de Israel (RAIC) (en hebreo: המרכז לפלורליזם יהודי) es una asociación para el reconocimiento y la defensa de las diversas ramas del judaísmo progresista en Israel. La asociación fue creada en 1987 por el Movimiento Israelí para el Judaísmo Progresista. Su sede central se encuentra en la ciudad santa de Jerusalén. Tiene por objetivo defender la igualdad, la justicia social y el pluralismo religioso en Israel. Las campañas que tuvieron lugar entre los años 2010 y 2011, hicieron un esfuerzo para prohibir la discriminación de las mujeres en los autobuses públicos israelíes. La judía Anat Hoffman es actualmente la directora ejecutiva de la RAIC, y es también la directora de Mujeres del Muro, una organización feminista judía que reza de manera igualitaria en el Muro de las Lamentaciones.

## Situación actual
El crecimiento de las diversas ramas del judaísmo progresista en Israel está actualmente limitado debido a la presión política de los partidos políticos ultraortodoxos, estos últimos normalmente suelen formar parte del gobierno. Los judíos no ortodoxos son víctimas de muchas discriminaciones de tipo religioso, uno de los últimos ejemplos fue la decisión del ex-Ministro del Interior, Eli Yishai, de rechazar la decisión tomada en el año 2002 por el Tribunal Supremo de Israel que concede a los judíos reformistas, conservadores y reconstruccionistas los mismos derechos constitucionales que a los judíos ortodoxos. La discriminación religiosa se manifiesta por el no reconocimiento de los matrimonios celebrados por el movimiento reformista, conservador, y reconstruccionista, y por la negativa del Gran Rabinato de Israel a reconocer y aceptar las conversiones realizadas por el judaísmo reformista, reconstruccionista, y conservador. Además, ninguna mujer rabina ha sido nunca reconocida por las autoridades religiosas del Estado de Israel que solamente subvenciona a las congregaciones judías ortodoxas.